# Validatore (informatica)
In informatica un validatore è un programma informatico utilizzato per verificare la validità o correttezza sintattica di un frammento di codice o di un documento.

## Tipologie di validatori

### Validatori di linguaggi
I validatori di linguaggi  sono degli strumenti automatici che hanno lo scopo di convalidare un frammento di codice o un documento rispetto alle specifiche di un determinato linguaggio di programmazione o di markup. Uno degli esempi più comuni è la validazione di documenti HTML, CSS e XML oppure di feed di informazioni.

### Validatori di accessibilità
I validatori di accessibilità sono degli strumenti automatici che hanno lo scopo di verificare la conformità di una pagina web o di un sito web rispetto ad una o più linee guida per l'accessibilità (quali ad esempio le Wcag, le Section 508 oppure quelle associate a leggi nazionali come la Legge Stanca).